# العثياء
العثياء، قرية من قرى محافظة المهد، والتابعة لمنطقة المدينة المنورة في السعودية. تقع في عالية نجد، جنوب شرق المدينة المنورة، وتبعد عنها بمسافة تقارب(210 كلم) كيلو متر، وعن مهد الذهب بمسافة تقارب (43 كلم) كيلو متر.